# Arroyo Cuaró Grande
El Arroyo Cuaró Grande es un curso de agua uruguayo que atraviesa el departamento de  Artigas, perteneciente a la cuenca hidrográfica del Río Uruguay. 
Es el quinto arroyo más largo del Uruguay y el primero de todo el departamento, dividiéndolo en dos mitades.
 
Nace en la Cuchilla de Belén y desemboca en el río Cuareim tras recorrer 83 km.